# Arrondissement Fontenay-le-Comte
Fontenay-le-Comte is een arrondissement van het Franse departement Vendée in de regio Pays de la Loire. De onderprefectuur is Fontenay-le-Comte.

## Kantons
Het arrondissement was tot 2014 samengesteld uit de volgende kantons:
- Kanton Chaillé-les-Marais
- Kanton La Châtaigneraie
- Kanton Fontenay-le-Comte
- Kanton L'Hermenault
- Kanton Luçon
- Kanton Maillezais
- Kanton Pouzauges
- Kanton Sainte-Hermine
- Kanton Saint-Hilaire-des-Loges

Na de herindeling van de kantons door het decreet van 17 februari 2014, met uitwerking op 22 maart 2015, omvat het volgende kantons:
- Kanton Chantonnay (deel : 1/15)
- Kanton La Châtaigneraie
- Kanton Fontenay-le-Comte
- Kanton Luçon
- Kanton Mareuil-sur-Lay-Dissais  (deel : 1/26)